# Ácido fulmínico
El ácido fulmínico es un compuesto químico de fórmula molecular HCNO. Fue descubierto en 1824 por Justus von Liebig. Éste ácido orgánico es un isómero del ácido ciánico y del ácido cianúrico, el primero de estos descubierto un año después por Friedrich Wöhler. El ácido fulmínico y sus sales son ejemplos de explosivos primarios, por ejemplo, el fulminato de mercurio. 
Son muy peligrosas, y son usualmente empleadas como detonadores para otros materiales explosivos.
El ácido fulmínico, el cual es obtenido tratando con ácidos las sales llamadas fulminatos, es un líquido aceitoso cuyo olor es muy similar al del ácido prúsico, es muy explosivo, y los vapores que produce son tóxicos al mismo grado que los del ácido prúsico. 
El primer fulminato preparado fue la “plata fulminante” de L. G. Brugnatelli, quien encontró en 1798 que, si la plata es disuelta en ácido nítrico y la solución es agregada a los espíritus del vino, un polvo blanco y altamente explosivo es obtenido.
La siguiente sal en ser obtenida fue la sal mercúrica, el fulminato de mercurio, la cual fue preparada en 1799 por Edward Charles Howard, quien sustituyó la plata por el mercurio en el proceso de Brugnatelli.
La constitución del ácido fulmínico fue investigada por muchos experimentadores pero aparentemente sin resultados definitivos. Las investigaciones de Liebig en 1823, Liebig y Gay-Lussac en 1824 y de nuevo de Liebig en 1838, condujeron al establecimiento del nuevo concepto fundamental de la isomería de los compuestos orgánicos.